# Garsellakopf
Garsellakopf je planina na granici Lihtenštajna i Austrije u lancu Rätikon u istočnim Alpama, istočno od grada Schaana, s visinom od 2,105 metara.